# 지방도 제619호선
지방도 제619호선은 충청남도 청양군 화성면 합천삼거리와 당진시 송악읍 한진 교차로를 잇는 충청남도의 지방도이다. 이 중에서 고덕면에서 대지삼거리까지 약 710m 구간은 국도 제40호선과 겹치며, 대지사거리에서 구만삼거리까지 약 3.5km 구간은 지방도 제618호선과 겹치고, 교촌삼거리부터 동산삼거리까지 3.92km 구간은 지방도 제616호선과 겹치며, 산성삼거리에서 옥계삼거리까지 0.87km 구간이 국가지원지방도 제96호선과 겹친다.
그리고 예산군 응봉면 응봉사거리에서 국도 제21호선과 분기된다.

## 연혁
- 2001년 1월 20일 : 응봉도로(예산군 응봉면 평촌리 ~ 노화리) 980m 구간 개량 개통, 기존 560m 구간 폐지[1]
- 2001년 3월 10일 : 청룡도로(서산시 운산면 원평리) 340m 구간 수해복구 개통, 기존 300m 구간 폐지[2]
- 2003년 2월 20일 : 지방도 노선 폐지 및 재지정으로 총연장이 80.1km에서 78.1km로 변경[3]
- 2012년 7월 1일 : 지방도 노선 조정[4]
- 2020년 11월 10일 : 순성 ~ 송악간 도로(당진시 순성면 봉소리 ~ 송악읍 기지시리) 5.8km 구간 확장 개통[5]

## 주요 경유지
- 청양군
  - 화성면 합천삼거리 - 장군교 - 화성중학교 - 농암리 - 광평리 - 제2광평교 - 원통교 - 용당리 - 용당교

- 홍성군
  - 장곡면 옥계리 - 옥계삼거리 - 산성삼거리 - 장곡초등학교 반계분교 - 천태교 - 천태사거리

- 예산군
  - 광시면 천태교 - 하장대리 - 광시교 - 하장대삼거리 - 광시리 - 웅산초등학교 - 은사리 - 신대교 - 신대리 - 관음리 - 동산삼거리 - 동산리
  - 대흥면 상중리 - 대흥고등학교, 대흥중학교 - 대흥리 - 교촌리 - 교촌삼거리 - 교촌교
  - 응봉면 교촌교 - 신리 - 평촌삼거리 (예산예당호 나들목) - 평촌초등학교 - 대둔교 - 평촌리 - 응봉초등학교 - 응봉사거리 - 합천교 - 노화리 - 주령 교차로

- 홍성군
  - 홍북읍 신정리

- 예산군
  - 삽교읍 신가리 - 충의대교삼거리 - 충의대교 - 건너삽다리삼거리 - 상성교 - 상성리 - 용동초등학교 - 청룡교
  - 고덕면 청룡교 - 용수교 - 용리 교차로 - 용리 - 구만리 - 구만삼거리 - 석곡리 - 석곡교 - 고덕초등학교 - 대지사거리 - 대천교 - 대천 교차로 - 몽곡리 - 마교교
  - 봉산면 마교교 - 궁평리 - 옹안리 - 마교 교차로 - 마교리

- 당진시
  - 면천면 율사리 - 남산초등학교(폐교) - 자개리 - 원동리 - 원동교 - 성상사거리 - 성상리 - 구실고개 교차로
  - 순성면 양유리 - 백석리 - (봉소2리) - 순성중사거리 - 순성중학교 - 옥호리
  - 송악읍 가교리 - 신암교 - 기지교 - 기지시리 - 송악중학교, 송악고등학교 - 가학리 - 송악농공단지 - 석포리 - 중흥사거리 - 중흥리 - 오곡리 - 점촌골 교차로 - 상록초등학교 - 한진 교차로

## 중복 구간
- 홍성군 장곡면 옥계삼거리 ~ 산성삼거리 : 국가지원지방도 제96호선과 중복
- 예산군 광시면 동산삼거리 ~ 대흥면 교촌삼거리 : 지방도 제616호선과 중복
- 예산군 고덕면 구만삼거리 ~ 대지사거리 : 지방도 제618호선과 중복
- 예산군 고덕면 대지사거리 ~ 대천 교차로 : 국도 제40호선과 중복
- 당진시 면천면 성상사거리 ~ 구실고개 교차로 : 국가지원지방도 제70호선과 중복

## 도로명
- 청양군 화성면 합천삼거리 ~ 홍성군 장곡면 천태사거리 : 무한로
- 홍성군 장곡면 천태사거리 ~ 예산군 삽교읍 충의대교삼거리 : 예당로
- 예산군 삽교읍 충의대교삼거리 ~ 건너삽다리삼거리 : 충의로
- 예산군 삽교읍 건너삽다리삼거리 ~ 고덕면 구만삼거리 : 삽교평야로
- 예산군 고덕면 구만삼거리 ~ 대지사거리 : 황금뜰로
- 예산군 고덕면 대지사거리 ~ 대천 교차로 : 예덕로
- 예산군 고덕면 대천 교차로 ~ 당진시 면천면 성상사거리 : 한천로
- 당진시 면천면 성상사거리 ~ 구실고개 교차로 : 면천로
- 당진시 면천면 구실고개 교차로 ~ 순성면 (봉소2리) : 순성로
- 당진시 순성면 (봉소2리) ~ 송악읍 기지교 : 틀모시로
- 당진시 송악읍 기지교 ~ 기지시리 : 반촌로
- 당진시 송악읍 기지시리 ~ 한진 교차로 : 송악로